# Munjua erugata
Munjua erugata är en tvåvingeart som beskrevs av Christine Lynette Lambkin och Yeates 2003. Munjua erugata ingår i släktet Munjua och familjen svävflugor. Inga underarter finns listade i Catalogue of Life.